# NGC 4976
NGC 4976 är en elliptisk galax i stjärnbilden Kentauren. Den upptäcktes den 31 mars 1835 av John Herschel. 